# متلازمة تتريس

لعبة تتريس.

مُتلازمة تتريس أو تأثير تتريس هي مُتلازمة تحدث بسبب ممارسة مُكثفة لنشاط مُعيّن لدرجة أنها تُؤثر على الأحلام والأفكار. تمّت تسميتها نسبةً إلى اللعبة الشهيرة تتريس. حيث أن الذين يلعبونها لفترة طويلة يتخيلون اصطفاف الأشكال في العالم الحقيقي بشكلٍ مُتناسق كما في اللعبة. مثل الصناديق على رفوف المنتجات، أو المباني في الشارع. أو يرى أشكال أحجار التتريس طيلة الوقت بشكلٍ غير ملموس. وتحدث هذه المناظر عند الأحلام أو اللحظات التنويمية، أو عندما يُغلق مُدمني اللعبة أعيّنهم للحظات. يحدث هذا التأثير عند الألعاب الأخرى كذلك مثل أحجية الصور المقطوعة ومكعب روبيك.